# Thomas Moser (Sänger)
Thomas Moser (* 27. Mai 1945 in Richmond, Virginia) ist ein amerikanisch-österreichischer Opernsänger (Tenor).

## Leben
Moser studierte Gesang zunächst in Philadelphia (Curtis Institute of Music) und Kalifornien (Academy of the West) – bei Martial Singher, Meisterkurse  bei Lotte Lehmann und Gérard Souzay –  ehe er 1975 nach Europa übersiedelte. Dort debütierte er im österreichischen Graz, zunächst als lyrischer Tenor und Mozart-Interpret. Bereits zwei Jahre später sang Moser erstmals an der Wiener Staatsoper (in der Partie des Iopas in der Oper Les Troyens von Hector Berlioz).
In den 1990er Jahren wandte sich Moser zunehmend dem Heldenfach zu und trat zunächst als Lohengrin, dann auch als Parsifal und schließlich auch als Tristan auf. In dieser Rolle feierte er an der Seite von Deborah Voigt im Frühjahr 2003 in Wien einen herausragenden Erfolg in der von Christian Thielemann und Günter Krämer geleiteten Neuinszenierung.
Thomas Moser ist seit 1992 österreichischer Staatsbürger.